# Free Agents
Free Agents (2011) – amerykański serial komediowy stworzony przez Chrisa Niela i Johna Enboma, oparty na brytyjskiej produkcji z 2009 roku.
Premiera serialu odbyła się w Stanach Zjednoczonych 14 września 2011 na amerykańskim kanale NBC. Ostatni czwarty odcinek serialu został wyemitowany 5 października 2011.
Dnia 6 października 2011 stacja NBC ogłosiła, że serial komediowy Free Agents został anulowany po emisji czterech pierwszych odcinków z powodu niskiej oglądalności. Pozostałe cztery odcinki serialu odbyły się 16 stycznia 2012 na stronie internetowej Hulu.

## Opis fabuły
Serial opisuje perypetie dwóch bohaterów – rozwodnika Alexa Taylora (Hank Azaria) i Helen Ryan (Kathryn Hahn), która rok temu straciła narzeczonego. Bohaterowie nie są jeszcze gotowi na to, aby zacząć się ponownie umawiać, ale mimo tego, spędzają ze sobą noc. Następnego dnia Alex i Helen zmuszeni są poradzić sobie z następstwami tej dość pochopnej decyzji.

## Obsada
- Hank Azaria jako Alex Taylor
- Kathryn Hahn jako Helen Ryan
- Mo Mandel jako Dan Mackey
- Natasha Leggero jako Emma Parker
- Al Madrigal jako Gregg
- Joe Lo Truglio jako Walter
- Anthony Head jako Stephen Yates

## Odcinki
| № | Nr | Tytuł                              | Reżyseria         | Scenariusz                     | Premiera (NBC)          |
| - | -- | ---------------------------------- | ----------------- | ------------------------------ | ----------------------- |
| 1 | 1  | Pilot                              | Todd Holland      | John Enbom                     | 14 września 2011        |
| 2 | 2  | What I Did for Work                | Peter Lauer       | Ira Ungerleider                | 21 września 2011        |
| 3 | 3  | Dr. Hu                             | Todd Holland      | Diane Ruggiero                 | 28 września 2011        |
| 4 | 4  | Rebranding                         | Millicent Shelton | John Enbom                     | 5 października 2011     |
| 5 | 5  | Nice Guys Finish...At Some Point   | Michael Engler    | Emily Cutler                   | 16 stycznia 2012 (Hulu) |
| 6 | 6  | Are You There, Helen? It's Me, God | Bryan Gordon      | Alexa Junge                    | 16 stycznia 2012 (Hulu) |
| 7 | 7  | The Kids Are Probably All Right    | Todd Holland      | Jill Cargerman                 | 16 stycznia 2012 (Hulu) |
| 8 | 8  | Sexin' the Raisin                  | Kevin Dowling     | Jon Silberman i Josh Silberman | 16 stycznia 2012 (Hulu) |